# Hemelmechanica

Overgang tussen twee omloopbanen

De hemelmechanica, ook wel astrodynamica genoemd, is een gemeenschappelijke tak van de sterrenkunde en de wiskunde die zich bezighoudt met de praktische en theoretische berekening van de bewegingen van de hemellichamen en kunstmatige satellieten.

## Geschiedenis
Nadat het heliocentrische wereldbeeld van Nicolaus Copernicus ingang had gevonden, werd de hemelmechanica feitelijk gesticht door de formulering van de wetten van Kepler en de daarbij horende vergelijking van Kepler.
De algemene wet van de zwaartekracht (door Isaac Newton opgesteld) liet in principe toe, hemelmechanica te beoefenen voor ingewikkelde systemen met meer dan twee lichamen die groter zijn dan een denkbeeldige puntmassa. Vanaf drie lichamen is een zwaartekrachtsysteem echter inherent chaotisch (zie bijvoorbeeld het drielichamenprobleem). De exacte berekening van de banen der planeten in het zonnestelsel is dan ook ingewikkeld, waarbij numerieke methoden voor het oplossen van differentiaalvergelijkingen nodig zijn. De eerste theoretische doorbraken in het meerlichamenprobleem waren de bijdragen van Joseph-Louis Lagrange vanaf 1808.

## Algemene relativiteitstheorie
De eerste controle van de algemene relativiteitstheorie van Albert Einstein was de berekening van de grootte van periheliumprecessie van Mercurius. Deze precessie kan niet worden verklaard door de zwaartekrachtswet van Newton, maar wel door de algemene relativiteitstheorie.

## Almanakken
Voor de berekening van moderne almanakken gebruikt men tabellen met periodieke termen. Die tabellen zijn gebaseerd op fundamentele inzichten.
De hemelmechanica is toegankelijk gemaakt voor een breder publiek door Jean Meeus, onder meer door zijn boek Astronomical Algorithms.